# Women (Foreigner)
Women è il quarto e ultimo singolo estratto dall'album Head Games dei Foreigner nel 1980. 
La canzone è stata scritta da Mick Jones ed è stata pubblicata come singolo solamente in Giappone e negli Stati Uniti. Ha raggiunto il 41º posto della Billboard Hot 100.
Una breve cover del brano è stata realizzata dai Great White per il loro album Recover, in cui è stata inserita all'interno di un medley denominato Bitches and Other Women comprendente anche Bitch e It's Only Rock 'n Roll dei Rolling Stones.

## Tracce
7" Single Atlantic 3651
1. Women – 3:25
2. The Modern Day – 3:26